# Korambi
Der Korambi oder Karambit ist ein Dolch aus Sumatra.

## Beschreibung
Der Korambi oder Karambit hat eine stark gebogene, sichelförmige, einschneidige Klinge. Die Klinge wird vom Heft zum Ort schmaler und läuft spitz aus. Bei manchen Versionen sind ein oder mehrere Hohlschliffe vorhanden. Die Schneide ist auf der konvexen Seite der Klinge. Das Heft hat kein Parier und besteht meist aus Horn, Holz oder Kunststoffen. Die Form des Hefts variiert, sie kann länglich oder ringförmig sein. Das Heft ist meist mit Schnitzereien verziert. Die Scheiden sind aus Horn, Holz oder Leder, oder bei moderneren Versionen aus Kunststoff und sind der jeweiligen Klingenform angepasst. Sie sind oft auf einer Seite offen, um das Ziehen des Messers zu erleichtern. Der Korambi wird heute noch in den Kampfkünsten Silat und Eskrima benutzt. Im Gebrauch wird er mit Aufwärtsschlägen benutzt.